# Dermaleipa brunneipicta
Dermaleipa brunneipicta là một loài bướm đêm trong họ Erebidae.